# 黑木美沙
黑木美沙（日语：／ Kuroki Meisa，1988年5月28日—），本名島袋五月，是一名日本女演員、模特兒及歌手，出生於沖繩縣名護市邊野古區，隸屬Sweet Power事務所。

## 個人簡介
- 身高165cm，血型A型
- 父親是巴西和琉球的混血兒，而母親則是琉球人，是家裡四姊妹中最小的一個
- 從小嚮往成為藝人而進入沖繩演藝學校。
- 2004年2月，初次參演的作品為舞台劇《熱海殺人事件‧從平壤來的女刑警》。
- 2007年，獲得了第44屆ゴールデン・アロー賞（2006年度）的新人獎。
- 與同一事務所的同輩堀北真希是好友，在寫真集《missmatch-堀北真希×黑木美沙×shinoyamakishin》共同演出。同時，由於雜誌的採訪，談過「年近的朋友，工作和戀人都只有真希」。在電視劇中飾演川島芳子，與堀北真希飾演的李香蘭有對手戲。
- 2012年2月9日，經傑尼斯事務所證實，已在2月2日與赤西仁辦理結婚手續，成為正式夫妻，並於同年9月23日，產下女兒Theia。
- 赤西仁於日本時間2023年12月25日凌晨0點多，突然在Instagram上發文，表示他跟黑木梅沙之間原為「夫妻」的伴侶關係有所轉變，將走上各自的道路。不過赤西仁強調，他仍會將家人視為作優先，「不管是作為父母、作為親友，我們會用更多的愛情，以嶄新的形式建構起伴侶關係。」雖然並未言明，但被外界認為應是離婚。 赤西仁也表示，雙方仍和平相處，希望外界往後能予以溫柔的守護，只是之後不會透露更多關於家人的事情，也希望日本媒體能盡量避免對家人、親戚或相關人士的採訪或報導。這份聲明最後也以赤西仁、黑木梅沙雙方署名。

## 主要作品
粗體字為主演

### 電視劇
- 菜鳥老師來報到（めだか）（2004年10 - 12月，富士電視台） 飾演 吉住明日香
- 敬啟、父親大人（拝啓、父上様）（2007年1 - 3月，富士電視台） 飾演 唐澤奈美
- 生徒諸君!（生徒諸君!）　第一話（2007年4月20日，ABC・朝日電視台共同制作） 飾演 園井優子
- 一磅的福音（1ポンドの福音）（2008年1月12日，日本電視台） 飾演  安潔拉修女
- 風之花園（風のガーデン）（2008年10月 - 12月，富士電視台） 飾演 白鳥琉伊
- 俠義看護（2009年7月 - 9月，富士電視台） 飾演 四方木理子
- 新參者（新参者）（2010年4月18日 - 6月20日，TBS）飾演 青山亞美
- 一定要幸福（幸せになろうよ）（2011年4月18日 - 6月27日，富士電視台） 飾演 柳澤春菜
- 警视厅特殊犯搜查系（ジウ~警视庁特殊犯捜査系）（2011年7月29日 - 9月23日，朝日電視台） 飾演 伊崎基子
- 八重之櫻（八重の桜）第十六、十九、二十二、二十三、二十六、二十七話（2013年4月21日、5月12日、6月2日、6月9日、6月30日、7月7日，NHK）飾演 中野竹子
- TAKE FIVE～我们能盗取爱吗～（TAKE FIVE〜俺たちは愛を盗めるか〜） 第五、六話（2013年5月17日、24日，TBS）飾演 柴崎春美
- Black President ～黑心總裁～ （2014年4月 - 6月，關西電視台）飾演 秋山杏子
- 時間螺旋（タイムスパイラル）（2014年9月2日 - 10月20日，NHK BS Premium）飾演 相澤奈月
- 惡貨（悪貨）（2014年11月 - 、WOWOW） 飾演 宮園エリカ
- 設計嬰兒 -速水警官產假前的疑難案件（デザイナーベイビー - 速水刑事、産休前の難事件）（2015年9月22日 - 11月10日，NHK） 飾演 速水悠里
- 敬啟民宿大人（拝啓、民泊様。）（2016年10月 - 11月，MBS・TBS）飾演 山下沙織
- 大人高校（オトナ高校）（2017年10月14日 - 12月9日，朝日電視台）飾演 園部真希
- 未爆彈（不発弾 〜ブラックマネーを操る男〜）（2018年6月10日 - 7月15日，WOWOW）飾演 小堀弓子
- 如積雪般的永寂（降り積もれ孤独な死よ）（2024年7月7日 - 9月8日，讀賣電視台・日本電視台）飾演 五味明日香

### 電視單元劇
- 真實的恐怖故事「臨終的消息」（ほんとにあった怖い話「最期のメッセージ」）（2004年12月6日，富士電視台） 飾演 三橋恵理子
- 戀愛星期天·文學之歌「蒲團」（恋する日曜日‧文學の唄「蒲団」）（2005年10月2日、9日，BS-i） 飾演 横山佳子
- 愛之詩（ある愛の詩）（2006年3月27日，TBS） 飾演 柏木流香
- 白虎隊 特別篇（白虎隊）（2007年1月6日、7日，朝日電視台） 飾演 浅井小夜子
- 緊閉的門扉（扉は閉ざされたまま）（2008年3月29日，WOWOW） 飾演 碓冰優佳
- 男裝的麗人～川島芳子的生涯～（男装の麗人〜川島芳子の生涯〜）（2008年12月6日，朝日電視台） 飾演 川島芳子（14歲 - 35歲時期）
- Dokomo特別電視劇「Chance！～她成功的理由～」（チャンス!〜彼女が成功した理由〜）（2009年3月7日、14日，富士電視台）飾演 玉置沙織
- 最後的約定（最後の約束）（2010年1月9日，富士電視台）飾演 新見有里子
- 新參者特別篇 紅色手指（「赤い指〜『新参者』加賀恭一郎再び!」）（2011年1月3日，TBS）飾演 青山亞美
- 俠義看護SP（任侠ヘルパースペシャル）（2011年1月9日，富士電視台） 飾演 四方木理子
- 奧林匹克的贖金（オリンピックの身代金）（2013年11月30日・12月1日、朝日電視台） 飾演 落合有美
- 時間永不止步（時は立ちどまらない）（2014年2月22日、朝日電視台） 飾演 西郷千晶
- 戀愛中會有的事「辦公室戀愛會有的事」（恋愛あるある。「社内恋愛あるある」）（2015年6月24日、富士電視台） 飾演 道山清美

### 電視節目
- +COLOR（2005年4月 - 9月，富士電視台）

### 網路電視劇
- 水夢（2005年，goo movie） 飾演 田口沙希
- manhhttan Diaries（マンハッタン·ダイアリーズ）（2007年1月5日 - 3月31日，GyaO） 飾演 九堂絢子

### 電影
- 月光下的浪子（同じ月を見ている）（2005年11月19日、東映） 飾演 杉山繪美
- カミュなんて知らない（2006年1月14日） 飾演 レイ
- 鬼來電 Final（着信アリ Final）（2006年6月24日、東寶） 飾演 草間惠美里
- 現在只想愛你（ただ、君を愛してる）（2006年10月28日、東映） 飾演 富山美雪
- 大帝之劍（大帝の剣）（2007年4月7日、東映） 飾演 牡丹（天草四郎）
- 熱血高校（クローズZERO） （2007年10月27日）飾演  逢澤瑠加
- 舞吧！昴（昴-スバル-）（2009年3月20日、華納） 飾演 宮本昴
- 熱血高校2（クローズZEROII） （2007年4月11日、東映）飾演  逢澤瑠加
- 突擊少女（ASSAULT GIRLS）（2009年12月19日、東京劇場）飾演 Gray
- 矢島美容室 THE MOVIE～追尋夢想內華達～（矢島美容室 THE MOVIE 〜夢をつかまネバダ〜）（2010年4月29日、松竹）飾演 小樹莓
- 宇宙戰艦大和號（SPACE BATTLESHIP ヤマト）（2010年12月1日、東寶）飾演 森雪
- 安達盧西亞：女神的報復（アンダルシア 女神の報復）（2011年6月25日、東寶） 飾演 新藤結花
- 新參者劇場版～麒麟之翼（麒麟の翼 〜劇場版・新参者〜）（2012年1月28日、東寶） 飾演 青山亞美
- 俠義看護（2012年11月17日、東寶） 飾演 四方木理子
- 世紀怪盜：魯邦三世 （2014年8月30日、東寶）飾演 峰不二子
- 青禾男高 （2017年7月13日）飾演 清子

### 舞台劇
- 熱海殺人事件‧從平壤來的女刑警（熱海殺人事件・平壌から来た女刑事）（2004年2月） 飾演 水野朋子
- Endless SHOCK（2005年1 - 2月） 飾演 Rika
- 少女杀手阿墨（あずみ　～Azumi on Stage～）（2005年4月） 飾演 阿墨
- 調教師（調教師）（2005年11月） 飾演 桃子
- 少女杀手阿墨（あずみ ～AZUMI Returns～）（2006年4月） 飾演 阿墨
- 何日君再来（何日君再来 イツノヒカキミカエル）（2007年5月5月4日 - 22日、日生劇場 / 5月25日 - 28日、シアター・ドラマシティ） 飾演 玲
- 红城 黑沙（赤い城 黒い砂）（2009年4月）飾演 王女娜嘉
- 女信長（女信長）（2009年6月）飾演 織田信長
- 飛龍傳2010 最後的公主（飛龍伝2010 ラストプリンセス）（2010年）飾演  神林美智子
- 朗讀劇「宮沢賢治所傳遞的事」（「宮沢賢治が伝えること」）（2012年5月12日・13日、世田谷パブリックシアター）
- 「源平盛衰記」異聞　巴御前女武者傳説（「源平盛衰記」異聞　巴御前女武者伝説）（2013年8月4日 - 25日、明治座）飾演  巴御前
- VAMP〜魔性的舞者 Lola Montez〜（VAMP〜魔性のダンサー ローラ・モンテス〜）（2014年8月24日 - 9月8日、EXシアター六本木）飾演  Lola Montez

### 配音
- 日本鎖國（ベクシル 2077日本鎖国）（2007年8月18日、松竹） 聲演 VEXILLE

### DVD
- short film 你的指尖（きみのゆびさき）（2006、石川寛 監督作品）

### PV
- 「君のそばに」久保田利伸

## 唱片

### 單曲
- 「Like This」（TOSHIBA Sportio／W62T 廣告歌）
- 「SHOCK -運命-」（2009年7月22日發售）(Giraffe cola shock 廣告歌)
- 「5-FIVE-」（2010年6月2日發售）
- 「LOL!」（2010年10月6日發售）
- 「One More Drama」（2011年4月13日發售）
- 「Wired Life」（2011年4月13日發售）（青之驅魔師 期間限定盤）
- 「Wired Life」（2011年8月31日發售）
- 「Woman's Worth / Breeze Out」（2011年12月7日發售）

### 專輯
- 「hellcat」（2009年4月8日發售）
- 「ATTITUTE」（2010年1月1日發售）
- 「MAGAZINE」（2011年1月26日發售）
- 「UNLOCKED」（2012年2月15日發售）

## 書籍

### 雜誌
- 《JJ》月刊（2004年2月 - 2008年12月合約已滿）
- 《25ans》月刊

### 寫真集
- 2006年6月 missmatch―堀北真希&黒木メイサ×シノヤマキシン
- 2008年12月 ルイと風のガーデン　黒木メイサａｓ白鳥ルイ
- 2009年7月17日 黒木メイサ 1st  寫真集 「LOVE MEISA」

## 獲獎經歷
2007年
- 第44回 ゴールデン・アロー賞 新人賞

2009年
- 第33回 エランドール賞（Élan d'or） 新人賞
- 第17回 橋田賞 新人賞

## 外部連結
- Sweet Power 黑木美沙（页面存档备份，存于）
- 黑木美沙官方網站（Sony Music）（页面存档备份，存于）
- 黑木メイサ的X（前Twitter）（日語）